# Ficus castellviana
Ficus castellviana là một loài thực vật thuộc họ Moraceae. Loài này có ở Bolivia, Brasil, Colombia, và Peru.